# Heinrich Gassert

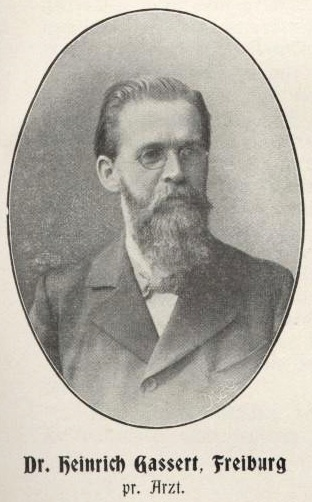
Heinrich Gassert, um 1902

Heinrich Gassert (* 22. April 1857 in Sölden bei Freiburg im Breisgau; † 6. September 1928 in Überlingen am Bodensee) war ein deutscher Arzt, Schriftsteller und Liedtexter.

## Leben
Er war der Sohn des Dorfschullehrers von Sölden, verlor seinen Vater im Alter von zwei Jahren und wurde von der Mutter aufgezogen. Zunächst besuchte er die Volksschule im Heimatort, ab 1868 in Freiburg, wohin die Familie verzogen war. In den Jahren 1870 bis 1879 ging er dort aufs Gymnasium, 1879/1880 diente er als Einjährig-Freiwilliger in der Armee.
Gassert studierte an der Universität Freiburg im Breisgau Medizin. Während seiner Studienzeit wurde er Mitglied der KDStV Hercynia Freiburg im Breisgau im CV. 1884 bestand Gassert sein Medizinisches Staatsexamen mit „Gut“, diente dann als einjährig-freiwilliger Arzt im Freiburger Garnisonslazarett und wurde gleich nach dem Ende seines Wehrdienstes mit einer Dissertation zu dem Thema „Die Mikroorganismen im Zungenbelag von Kranken“ zum Doktor der Medizin promoviert. Als Arzt ließ Gassert sich zunächst in Eigeltingen nieder, bevor er 1890 mit seiner Familie nach Freiburg übersiedelte. Seine Praxisräume befanden sich in der Wallstraße 4.
Im Wintersemester 1890/1891 wurde Gassert zum Altherrensenior seiner Urverbindung Hercynia gewählt. Nach der Gründung der Tochterverbindung KDStV Ripuaria Freiburg im Breisgau 1899 legte Gassert das Altherrenseniorat bei Hercynia nieder, um bis 1904 als erster Altherrensenior der Ripuaria zu wirken. Im Sommersemester 1909 übernahm Gassert zum zweiten Mal das Altherrenseniorat bei Hercynia (bis Ende 1911).
Gassert war in Freiburg auch als Hausarzt des Collegium Borromaeum, des Theologischen Konvikts, tätig. In dieser Funktion konstatierte Gassert am 16. Februar 1911 bei dem Theologiestudenten Martin Heidegger nervöse Herzbeschwerden asthmatischer Natur, welche Gassert zu dem Vorschlag an den Konviktsdirektor veranlassten, Heidegger solle nach seiner Heimat entlassen werden, um einige Wochen „vollständige Ruhe zu haben“. Daraufhin wurde Heidegger jedoch für das gesamte Sommersemester 1911 beurlaubt, und es wurde ihm angeraten, ganz auf das Theologiestudium zu verzichten.
Neben seiner beruflichen Tätigkeiten schrieb Gassert lyrische Werke, darunter vor allem Studentenlieder, die sich seit Beginn des 20. Jahrhunderts in allen Kommersbüchern finden. 1902 gab er bei Herder eine eigene Liedsammlung unter dem Titel O alte Burschenherlichkeit heraus. Es ist bemerkenswert, dass Gassert kein einziges Trinklied geschaffen hat. Seine Gedanken und Verse kreisten immer um die Ideale.
Heinrich Gassert wurde als Barde des Cartellverbandes bekannt; er verfasste das CV-Bundeslied „Laßt, ihr buntbemützten Scharen“. Andere bekannte Studentenlieder sind: „Reicht von der Wand mir dort hernieder“, „Die ihr kamt von allen Enden“, „Gott zum Gruße, Stadt der Muse“, „Nimm vom staubigen Gestelle“, „O schönes freies Burschenlied“ und „Was sitzt ihr so traurig beisammen“.
Eine schwere Darmerkrankung zwang Heinrich Gassert nach 1911, sich einer lebensgefährlichen Operation zu unterziehen, die ihn viel Kraft kostete. Im Ersten Weltkrieg konnte Gassert jedoch schon wieder als Arzt in verschiedenen Hilfslazaretten in Freiburg wirken. Im Jahr 1919 gab Gassert seine Praxis in Freiburg auf und zog nach Überlingen am Bodensee, wo er seinen Lebensabend verbrachte.
Er verfasste auch mehrere medizinische und theologische Schriften sowie den Roman „Der Fähnrich von Freiburg und seine Braut“ und war außerdem als Heimatdichter tätig.
Im Jahr 1902 trat Gassert als Redner auf dem Deutschen Katholikentag in Mannheim auf. In der offiziellen Festschrift ist er deshalb mit einem Porträt verewigt.

## Werke
- Heinrich Gassert: Alte und neue Burschenlieder für die Verbindungen des Cartell-Verbandes der katholischen deutschen Studentenverbindungen, Herder & Co, 1925, Freiburg im Breisgau
- Heinrich Gassert: Studentisches Taschenliederbuch, Herder & Co, 1927 Freiburg im Breisgau
- Heinrich Gassert: Heimatstrauß,  Badenia A.-G. f. Verl. u. Druckerei, 1926, Karlsruhe